# Symeon (Stanković)
Symeon, nazwisko świeckie Stanković (ur. 17 października 1886 w Ležimirze, zm. 30 stycznia 1960 w Šabacu) – serbski biskup prawosławny.

## Życiorys
Absolwent Wydziału Teologicznego Uniwersytetu w Czerniowcach, gdzie uzyskał stopień naukowy doktora. Następnie wstąpił do monasteru Mala Remeta jako posłusznik. Wieczyste śluby mnisze złożył przed przełożonym tegoż klasztoru, ihumenem Korneliuszem (Zuboviciem). W 1919 został wyświęcony na diakona, zaś rok później – na kapłana. Pracę duszpasterską łączył z zatrudnieniem w charakterze nauczyciela gimnazjalnego oraz profesora nadzwyczajnego na Wydziale Teologicznym Uniwersytetu Belgradzkiego.
2 października 1931 otrzymał nominację na biskupa zahumsko-hercegowińskiego. Jego chirotonia biskupia odbyła się 31 stycznia roku następnego w soborze św. Michała Archanioła w Belgradzie. Po dwóch latach został przeniesiony na katedrę šabacko-valjewską. W okresie administrowania przez niego administraturą wzniesionych zostało ponad czterdzieści nowych cerkwi. Równocześnie zajmował się pracą naukową, napisał biografię Josipa Juraja Strossmayera, której jednak za życia nie opublikował. Zmarł w Šabacu i został pochowany w soborze Świętych Piotra i Pawła w tymże mieście, obok innych biskupów šabackich zmarłych na urzędzie.